# Drometrizoltrisiloxan
Drometrizoltrisiloxan (INCI) ist ein lipophiles Benzotriazol-Derivat, das von L’Oréal unter dem Namen Mexoryl XL vermarktet wird und in Sonnenschutzmitteln zur Absorption von UV-Strahlung verwendet wird. Es ist ein Breitband-UV-Absorber mit zwei Absorptionspeaks, einem bei 303 nm (UV-B) und einem bei 344 nm (UV-A). Genau wie Ecamsul wird es ausschließlich in Produkten von L’Oréal-Eigenmarken verwendet. Drometrizoltrisiloxan und Ecamsul werden häufig zusammen verwendet, da sie eine synergistische Wirkung beim Sonnenschutz aufweisen.

## Zulassung
Sonnenschutzmittel mit Dromtriazoltrisiloxan sind innerhalb der EU, Kanada, Australien, Japan, und anderen Ländern zugelassen, nicht jedoch in den Vereinigten Staaten.